# HMS Royal Katherine (1664)
HMS Royal Katherine – angielski (następnie brytyjski) XVII-wieczny trzypokładowy okręt liniowy II rangi.

## Historia
Po restauracji monarchii w Anglii w 1660 roku król Karol II zamówił dwa nowe okręty liniowe. Jednym z nich miał być "Royal Katherine" (nazwany tak na cześć małżonki króla, królowej Katarzyny) zaprojektowany i zbudowany przez królewskiego szkutnika Christophera Petta w stoczni w Woolwich nad Tamizą, drugim – "Royal Oak" zbudowany w Portsmouth pod kierunkiem Johna Tippettsa. Oba projekty powstały przy udziale matematyków z powołanego niedawno Londyńskiego Royal Society oraz zakładały budowę silnie uzbrojonych w 70-76 dział okrętów przy jednocześnie niewielkich wymiarach (zakładana długość stępki 118 stóp – 35,97 m) i ograniczonej wyporności. Pomimo zaangażowania do budowy cenionych szkutników i naukowców z Royal Society, oba projekty okazały się nieudane, okręty były niestabilne, dolny pokład działowy znajdował się niebezpiecznie blisko lustra wody (3 stopy – 91,4 cm). Duża liczba ciężkich dział z żeliwa (dopiero po przebudowie zastąpionych lżejszymi działami z brązu) została umieszczona na stosunkowo małym kadłubie kosztem pogorszenia zdolności żeglugowych i manewrowych. Wnioski z eksploatacji "Royal Katherine" zostały jednak uwzględnione podczas projektowania następnych okrętów liniowych. Koszty budowy okrętu wyniosły 14 804 ówczesnych funtów.
"Royal Katherine" wziął udział w drugiej wojnie morskiej przeciw Holandii, która wybuchła w 1665 roku. W bitwie morskiej pod Lowestoft okręt, wspólnie z "Royal Oak", stoczył zwycięską walkę z silnie uzbrojonym w 76 dział, holenderskim statkiem Kompanii Wschodnioindyjskiej "Oranje". W następnym roku "Royal Katherine", jako flagowy okręt eskadry "niebieskiej" pod dowództwem wiceadmirała Thomasa Teddemana, brał udział w bitwie czterodniowej, podczas której został poważnie uszkodzony i czasowo osiadł na mieliźnie, ale zdołał uniknąć losu zdobytego i spalonego przez Holendrów "Prince Royal". W niecałe dwa miesiące później okręt ponownie walczył, pod tym samym dowództwem, w bitwie pod North Foreland (eskadra "biała").
Rok później w 1667, podczas holenderskiego rajdu na Medway, aby zapobiec zdobyciu przez wroga, "Royal Katherine" został zatopiony przez własną załogę, uniknął jednak spalenia przez holenderskie brandery, gdyż Holendrzy zarządzili odwrót. W tym samym roku podniesiony i ponownie włączony do służby.
"Royal Katherine" wziął również udział w kolejnej wojnie angielsko-holenderskiej. W 1672 roku wchodził w skład eskadry "czerwonej" stanowiącej centrum połączonej floty angielsko-francuskiej w nierozstrzygniętej bitwie pod Solebay. "Royal Katherine" został w niej ciężko uszkodzony w starciu z dowodzonym przez holenderskiego admirała Aerta van Nes'a "Eendracht". Dowódca "Royal Katherine" kapitan John Chichely nakazał opuścić banderę na znak poddania się i został wzięty do niewoli, ale jeszcze w trakcie trwania bitwy angielskie okręty odbiły "Royal Katherine" z rąk Holendrów. Rok później "Royal Katherine" brał udział, w składzie awangardy połączonej floty, w przegranej podwójnej bitwie pod Schooneveld oraz zakończonej takim samym rezultatem bitwie pod Texel jako okręt eskadry "czerwonej", w których to, flota holenderska pod dowództwem admirała Michiela de Ruytera, pokonała dwa razy flotę księcia Ruperta.
"Royal Katherine" wziął następnie udział w wojnie przeciwko Francji, gdzie nastąpiło odwrócenie sojuszy i Anglicy walczyli u boku Holendrów z Francuzami. W 1690 roku miała miejsce zwycięska dla Francuzów bitwa pod Beachy Head, w której, pod dowództwem kapitana Matthew Aylmera, brał udział "Royal Katherine". W tym samym roku kapitan Aylmer na "Royal Katherine" był dowódcą floty wysłanej w celu eskorty konwoju płynącego ze Smyrny. W dwa lata później w decydującej  bitwie morskiej pod La Houge połączone siły anglo-holenderskie pod dowództwem admirała Edwarda Russela pokonały Francuzów. "Royal Katherine" wchodził wówczas w skład eskadry "czerwonej", będącej centrum sojuszniczej floty.
W lutym 1699 roku "Royal Katherine" został skierowany do Portsmouth, gdzie pod kierunkiem szkutnika Thomasa Podda, został przebudowany według projektu Eliasa Waffe, na całkowicie nowy okręt liniowy II rangi. Powtórne wodowanie miało miejsce 23 lutego 1703 roku.
Następnie okręt brał udział w wojnie o sukcesję hiszpańską, w której Anglia i jej koalicjanci starali się nie dopuścić do nadmiernego wzrostu potęgi Francji. W 1704 roku "Royal Katherine" został flagowym okrętem admirała George'a Rooka. 1-3 sierpnia 1704 brał udział w zdobywaniu Gibraltaru, a następnie 24 sierpnia 1704 roku w bitwie morskiej pod Malagą. "Royal Katherine" jako okręt flagowy admirała Rooka wchodził w skład centrum połączonej floty angielsko-holenderskiej, która odniosła ważne strategicznie zwycięstwo nad flotą francusko-hiszpańską, pozwalając Anglikom zachować swoje panowanie nad zdobytym Gibraltarem, który w XVIII wieku stał się najważniejszą brytyjską bazą w południowej Europie.
Od maja 1706 roku "Royal Katherine" znajdował się w rezerwie w Portsmouth. 18 grudnia 1706 roku okręt został przemianowany na Ramillies dla upamiętnienia zwycięstwa pod Ramillies odniesionego przez księcia Marlborough. Od sierpnia 1709 roku umieszczony w Porthsmouth.
W latach 1712–13 "Ramillies" przeszedł w Portsmouth generalny remont, którego koszt zamknął się kwotą 14 887 ówczesnych funtów.
W 1737 roku Admiralicja podjęła decyzję o powtórnej przebudowie okrętu. W sierpniu 1742 roku "Ramillies" został wycofany ze służby i przebudowany po raz drugi w stoczni w Portsmouth na podstawie wymagań standaryzacyjnych stworzonych przez Admiralicję (tzw. Establishment) z 1741 roku. Przebudowa trwała dość długo, okręt zwodowano ponownie dopiero 8 lutego 1749 roku, 6 lat po położeniu stępki, a jej koszt wyniósł 33 685 ówczesnych funtów.
W momencie wybuchu wojny siedmioletniej "Ramillies" wszedł w skład brytyjskiej eskadry pod dowództwem admirała Johna Bynga. Jako okręt flagowy brał udział 20 maja 1756 roku w bitwie pod Minorką. Nierozstrzygnięta taktycznie, bitwa była jednak strategicznym sukcesem Francuzów. Brytyjskie niepowodzenie doprowadziło do postawienia admirała Bynga przed sądem wojennym, który skazał go na śmierć.
"Ramillies" zatonął w wyniku sztormu wraz z ok. 700 osobami na pokładzie w pobliżu Bolt Head (hrabstwo Devon) 15 lutego 1760. Z załogi uratowało się tylko 20 marynarzy i jeden aspirant (midshipman).